# Kozice Górne
Kozice Górne – wieś w Polsce położona w województwie lubelskim, w powiecie świdnickim, w gminie Piaski. Leży przy drodze wojewódzkiej nr 836.
W latach 1975–1998 miejscowość administracyjnie należała do ówczesnego województwa lubelskiego.
Wieś jest sołectwem w gminie Piaski. Według Narodowego Spisu Powszechnego z roku 2011 wieś liczyła 178 mieszkańców.
We wsi Kozice Górne urodził się ostatni żołnierz wyklęty Józef Franczak ps. „Lalek”.